# Jan Cych
Jan Cych (ur. 20 kwietnia 1944 w Oborze, zm. 12 lipca 2024 we Wrocławiu) – polski lekkoatleta, olimpijczyk.
Specjalizował się w biegu na 3000 metrów z przeszkodami. Startował w tej konkurencji na igrzyskach olimpijskich w 1968 w Meksyku w 1968, ale odpadł w przedbiegach. Sześć razy wystąpił w meczach reprezentacji Polski w biegach na 3000 metrów z przeszkodami i 5000 metrów (w latach 1968 i 1969), odnosząc 1 zwycięstwo indywidualne. Był brązowym medalistą mistrzostw Polski w 1966 w biegu na 3000 metrów z przeszkodami.
Rekordy życiowe:
- bieg na 1500 metrów – 3:45,7
- bieg na 3000 metrów – 8:11,8
- bieg na 5000 metrów – 14:05,8
- bieg na 10 000 metrów – 29:50,8
- bieg na 3000 metrów z przeszkodami – 8:39,0

Przez większą część kariery był zawodnikiem WKS Śląsk Wrocław. Potem pracował jako trener w tym klubie. Jego żona Stanisława z d. Fedyk była znaną lekkoatletką, mistrzynią Polski.
Jego rodzonym bratem (pomimo różnych nazwisk) jest lekkoatleta Ryszard Chudecki.